# Gregor Münst
Gregor Münst (* 8. März 1841 in Grodt; † 6. Juli 1908 in Tettnang) war ein deutscher Verwaltungsbeamter.

## Leben
Gregor Münst, Sohn eines Ökonomen, studierte nach dem Besuch der Lateinschule in Biberach und des Gymnasiums in Ehingen (Donau) von 1862 bis 1866 Regiminalwissenschaft an der Eberhard Karls Universität Tübingen. 1864 wurde er Mitglied des Corps Rhenania Tübingen. 1866 wurde er Landwehrmann und Fähnrich. Von 1866 bis 1867 besuchte er die Kriegsschule in Ludwigsburg. 1868 trat er als Leutnant in das 4. Infanterieregiment ein und wurde 1871 zum Oberleutnant befördert. 1872 setzte er das Studium an der Universität Tübingen fort und legte 1874 die 1. und 1875 die 2. höhere Dienstprüfung ab. 1875 wurde er zum Amtmann beim Oberamt Mergentheim ernannt. 1882 wurde er Kollegialmitarbeiter in der Ministerialabteilung für Straßen- und Wasserbau. Noch im gleichen Jahr kam er als Regierungsassessor zur Regierung des Jagstkreises nach Ellwangen. 183 wurde er zum Oberamtmann des Oberamts Backnang ernannt. 1889 wechselte er als Oberamtmann zum Oberamt Ludwigsburg. 1891 erhielt er den Titel Regierungsrat und 1900 Kollegialrat. 1903 trat er in den Ruhestand ein.

## Auszeichnungen
- Bronzene Jubiläumsmedaille
- Ritterkreuz 1. Klasse des Friedrichsordens, 1893
- Roter Adlerorden 4. Klasse, 1899
- Silberne Karl-Olga-Medaille, 1900
- Ritterkreuz des Ordens der Württembergischen Krone, 1903